# ستانلي غولدزورثي
ستانلي غولدزورثي (بالإنجليزية: Stanley Goldsworthy)‏ هو قسيس أسترالي، ولد في 18 فبراير 1926، وتوفي في 16 نوفمبر 2014.